# Ilirske province
Ilirske province (francosko Provinces illyriennes) je Napoleon ustanovil 14. oktobra 1809, ko je bila Avstrija po porazu v bitki pri Wagramu s schönbrunnskim mirom prisiljena prepustiti Franciji:
- zahodni del Koroške,
- Kranjsko,
- Hrvaško in Vojno krajino jugozahodno od Save,
- Goriško,
- Trst,
- Istro.

## Zgodovina
Francozi so že od leta 1805 (bratislavski mir) v svojih rokah imeli beneško Istro in Dalmacijo z Boko Kotorsko (formalno pridobljena že 1805, zasedena pa po odhodu Rusov leta 1807) ter ozemlje nekdanje Dubrovniške republike, ki ga je Francija zasedla že leta 1806, Dalmaciji pa priključila po ukinitvi Republike leta 1808. Obe sta bili del Italijanskega kraljestva, ob ustanovitvi Ilirskih provinc pa sta jim bili priključeni. Leta 1810 je bila Provincam priključena tudi vzhodna Tirolska (z mestom Lienzom). 
Napoleon je Province ustanovil iz strateških in gospodarskih razlogov. Avstrijo so odrezale od morja in vzpostavile kopensko povezavo z Osmanskim cesarstvom. Francija bi s tem vojaško in gospodarsko nadzirala obe obali Jadranskega morja. Poleg tega so Ilirske province delovale kot obramba Italije, ki je imela velik strateški pomen, saj je ščitila francosko jugovzhodno mejo in hkrati zagotavljala obvladovanje alpskih prelazov v Nemčijo.
Ob francoskem prodoru na Kranjsko leta 1809 Avstrija ni nudila močnega odpora. Na obrambni liniji pri Razdrtem je bilo zajetih 1600 vojakov avstrijske vojske.
Province formalno niso bile del Francoskega cesarstva, vendar so mu bile povsem podrejene. Glavno mesto je bila Ljubljana. Prvi je bil na mesto generalnega guvernerja 8. oktobra 1809 imenovan maršal Marmont, ki jih je vodil do januarja 1811, 9. aprila istega leta ga je nasledil Henri-Gratien Bertrand, ki je to funkcijo opravljal do februarja 1812, ko je bil 21. februarja imenovan Jean-Andoche Junot. Zadnji guverner je bil Joseph Fouché, imenovan julija 1813, ki je svojo funkcijo opravljal le en mesec.
Ilirske province je sprva sestavljalo deset intendanc, od reforme leta 1811 pa sedem provinc, podobnih francoskim departmajem: Koroška (s sedežem v Lienzu), Istra (Trst), Kranjska, civilna Hrvaška (Karlovec), vojna Hrvaška (Senj), Dalmacija (Zadar) in dubrovniško-kotorska provinca (Dubrovnik). 
Tudi cerkvena teritorialna razdelitev je bila preurejena v skladu z novimi političnimi mejami. Dve nadškofiji sta bili ustanovljeni v Ljubljani in Zadru, pomožne škofije pa v Gorici, Kopru, Šibeniku, Splitu in Dubrovniku. Štetje prebivalstva v letu 1811 je izkazalo 460.116 prebivalcev za ljubljansko intendantstvo, 381.000 za karlovško, 357.857 za tržaško, 305.285 za zadarsko, oziroma 1.504.258 za celotne Ilirske province.
V Karlovcu, kjer je bil sedež poveljstva vojske za Hrvaško, je bila leta 1811 ustanovljena posebna častniška šola v francoskem jeziku. Skupno je v Ilirskih provincah delovalo 25 gimnazij. Uradne razglase so objavili v uradnem glasilu Ilirskih provinc Le Télégraphe officiel v francoščini, nemščini, načrtovali pa so tudi izdajo v  »slovanščini«. Med letoma 1811 in 1813 je kot urednik tega časnika v Ljubljani deloval francoski književnik Charles Nodier.
Britanska mornarica je od tilsitskega miru v juliju 1807 izvajala pomorsko zaporo Jadranskega morja in s tem ustavila trgovski ladijski promet, kar je še posebej prizadelo trgovino dalmatinskih pristanišč. Poskus združenih francoskih in italijanskih sil, da bi zasedle otok Vis, ki so ga zasedali Britanci, se je izjalovil v pomorski bitki pri Visu 13. marca 1811.
Avgusta 1813 je Avstrija napovedala vojno Franciji, avstrijske sile pod vodstvom generala Franza Tomassicha pa so vkorakale v Ilirske province. Pri tem so jim bili v pomoč domačini v francoskih vrstah, ki so ob napadu prestopili na avstrijsko stran. Zadar je padel 6. decembra 1813 po 34-dnevnem obleganju. V Dubrovniku so vstajniki izgnali Francoze in v upanju na obnovo republike vzpostavili začasno dubrovniško upravo. 20. septembra 1813 so ga zasedli Avstrijci. Boko Kotorsko z okolico so leta 1813 zasedle črnogorske sile, ki so jo držale do leta 1814, ko jo je črnogorski vojvoda pod pritiskom avstrijskih sil 11. junija moral prepustiti Avstriji. Britanske sile so se z zasedenih dalmatinskih otokov umaknile julija 1815 po porazu francoskih sil v bitki pri Waterlooju.
Dunajski kongres je priznal avstrijsko zasedbo nekdanjih Ilirskih provinc. Leta 1816 so bile brez ozemlja Dalmacije ponovno vzpostavljene kot Ilirsko kraljestvo, ki je bilo uradno ukinjeno šele leta 1849, čeprav je bila že leta 1822 uprava hrvaških ozemelj podrejena Ogrski.
Reformni ukrepi Francozov:
- na čelu generalni guverner (Francoz)
- upravno-teritorialne enote so bile pokrajine (province)
- ustanovljeni okraji (distrikti) in občine (komune) na čelu katerih so bili župani
- enakost pred zakonom in davčna enakost
- odpravljeni privilegiji in funkcije plemstva v upravi in sodstvu
- odpravljeni cehi - uvedba gospodarske svobode
- odpravljeni stara avstrijska uprava in deželni stanovi
- višjo upravo so prevzeli od države imenovani in plačani uradniki
- ustanavljali štirirazredne osnovne šole in gimnazije
- za kratek čas ustanovljena univerza (s petimi fakultetami - filozofsko, medicinsko, pravno, tehniško in teološko)
- reforma sodstva - posebno sodišče v vsaki provinci (tribuna) za vse kazenske in civilne zadeve
- odprava cerkvenih bratovščin, prepovedali procesije
- uvedba revolucionarnega koledarja
- uvedba francoskega civilopravnega zakonika Code civil oziroma Code Napoleon
- uvedba civilne poroke

## Vojaške enote
V Ilirskih provincah so Francozi ustanovili naslednje enote: 1., 2., 3., 4., 5. in 6. ilirski strelski polk, Hrvaški huzarski polk, Kraljevo dalmatinsko legijo in Kraljevi dalmatinski polk.